# 進歩党 (中華民国)
進歩党（しんぽとう）は、中華民国初期の公開政党。1913年（民国2年）5月29日に成立した。

## 成立過程・宗旨・主な幹部
1912年（民国元年）末からの衆参両院選挙では、宋教仁率いる国民党が両院で269議席を得る圧勝を収めた。第2党の共和党は120議席、第3党の統一党は18議席、第4党の民主党は16議席に、それぞれとどまっている。共和・統一・民主の3党は、袁世凱を支持し、国民党に対抗するために、大同団結して進歩党を結成したのであった。
主な宗旨として以下の3点があげられる。
1. 国家主義を採用し、強力に善政を実施する政府（原文「強善政府」）を建設する
2. 民意を尊重し、法が賦与する自由を擁護する
3. 世界の大勢に順応し、平和・実利を増進する

主な幹部としては、以下の者があげられる。
- 理事長：黎元洪、梁啓超（代理）
- 理事：梁啓超、張謇、伍廷芳、孫武、那彦図、湯化竜、王揖唐、蒲殿俊、王印川
- 政務部長：林長民

## 活動と末路
3党の大同団結により結成された進歩党だが、内部では必ずしも意見統一がとれているわけではなかった。例えば、民主党出身の孫洪伊は、党務部副部長に任ぜられたものの、梁啓超の袁世凱に接近する姿勢に失望し、実際には進歩党に加わらなかった。また、民主党の有力者が中枢を占めていることに不満を抱いた旧共和党内のグループが、まもなく進歩党を離党して共和党（合併前の共和党と区別して「新共和党」と一般に呼ばれる）を結成したりしている。
進歩党は袁世凱政府を支持する政党ではあったが、第二革命（二次革命）後になると、国会に残留した国民党穏健派と連携することで、国会運営の円滑化を図るようになる。これを見た袁世凱は、1913年9月18日に新たな親袁御用政党として公民党（北京政府総統府秘書長梁士詒が指導者。梁士詒が属する交通系を主力とする）を結成させた。10月6日には、袁世凱と梁士詒の指示の下で軍・警察が国会議場を包囲する中で、袁世凱が正式に大総統に選出された。
進歩党はますます危惧を抱くようになり、同年10月21日には国民党・進歩党の有志が民憲党を結成する動きも見せた。しかし、11月4日に袁世凱が国民党籍の国会議員438人の議員資格を剥奪したため国会の開会が不可能となり、11月15日の正式な停会をもって進歩党は事実上崩壊した。
その後、梁啓超ら進歩党の有力幹部の多くは、1915年（民国4年）12月の袁世凱の皇帝即位に反発し、護国戦争を発動することになる。